# Giulino
Giulino, mer känd som Giulino di Mezzegra, är ett område i frazione Mezzegra i kommunen Tremezzina i provinsen Como i Lombardiet i norra Italien.
I Giulino di Mezzegra dödades Benito Mussolini och hans älskarinna Clara Petacci den 29 april 1945.